# Stefano D'Aversa
Stefano D'Aversa (Roma, 7 agosto 1956) è un allenatore di calcio ed ex calciatore italiano, di ruolo attaccante.

## Caratteristiche tecniche
Attaccante veloce e abile nel dribbling, poteva essere impiegato come centravanti oppure come ala.

## Carriera

### Giocatore

#### Club
Cresce nell'Ostia Mare e giovanili della Roma, giocando insieme a Bruno Conti e Agostino Di Bartolomei; con la Primavera giallorossa vince uno scudetto, nel 1974.
Nel 1975 si trasferisce al L.R. Vicenza, in comproprietà, insieme a Di Bartolomei. Con i veneti esordisce nel campionato cadetto, disputando una prima stagione spesso da titolare con 24 presenze e 4 reti; l'allenatore Manlio Scopigno, per sfruttarne la velocità, lo sposta sempre più frequentemente nel ruolo di ala destra. Nel vittorioso campionato 1976-1977 con l'avvento di Giovan Battista Fabbri trova meno spazio a causa del servizio militare e di un diverso atteggiamento tattico, spesso con un solo attaccante, e disputa 8 partite senza reti.
Nell'estate 1977 la Roma lo riscatta e lo cede, sempre in comproprietà, al Piacenza, questa volta in Serie C: qui disputa un campionato da rincalzo, con 16 presenze e 4 reti, come riserva di Paolo Franzoni. A fine stagione torna alla Roma e passa al Pescara, di nuovo in Serie B: rimane agli abruzzesi per la prima parte della stagione, giocando solo in Coppa Italia, e nel mercato autunnale si trasferisce in prestito alla Salernitana, in Serie C1.
Rientrato al Pescara, viene interamente riscattato dalla Roma, e prosegue la carriera in Serie C2 con Banco di Roma (nella stagione 1979-1980) e L'Aquila.
Conclude la sua carriera calcistica nelle squadre dilettanti di Umbria (Spoleto) ed Abruzzo (Carsoli).

#### Nazionale
Viene convocato ripetutamente nella Nazionale juniores durante la militanza nella Roma; con gli azzurrini conquista la qualificazione al campionato europeo 1975, realizzando una doppietta decisiva nel turno eliminatorio contro il Portogallo. Viene anche convocato per la fase finale del torneo, conclusa con l'eliminazione nella fase a gironi.

### Allenatore
Terminata la carriera agonistica, diventa allenatore a livello dilettantistico nella zona di Roma, guidando Morandi Lidiense e Ostiantica.

## Palmarès

### Giocatore

#### Club

##### Competizioni giovanili
- Campionato Primavera: 1

Roma: 1973-1974

##### Competizioni nazionali
- Campionato italiano di Serie B: 1

L.R. Vicenza: 1976-1977